# Canoajapan
Canoajapan är en ort i Mexiko.   Den ligger i kommunen Quimixtlán och delstaten Puebla, i den sydöstra delen av landet, 220 km öster om huvudstaden Mexico City. Canoajapan ligger 1 983 meter över havet och antalet invånare är 147.
Terrängen runt Canoajapan är kuperad åt sydost, men åt nordväst är den bergig. Runt Canoajapan är det ganska glesbefolkat, med 38 invånare per kvadratkilometer. Närmaste större samhälle är Huatusco de Chicuellar, 15,9 km sydost om Canoajapan. I omgivningarna runt Canoajapan växer i huvudsak städsegrön lövskog.